# Péninsule De Vries
 (décembre 2019).
Si vous disposez d'ouvrages ou d'articles de référence ou si vous connaissez des sites web de qualité traitant du thème abordé ici, merci de compléter l'article en donnant les références utiles à sa vérifiabilité et en les liant à la section « Notes et références ».
La péninsule De Vries (en russe : Полуостров Де-Фриз) est une péninsule de l'Extrême-Orient russe, dans le kraï du Primorié. Administrativement, elle fait partie du raïon de Nadejda.

## Description
La péninsule De Vries est située sur la côte nord de la baie de l'Amour, à une trentaine de kilomètres au nord-ouest de Vladivostok.
Au nord-est, elle est baignée par la baie d'Ouglovoï (en russe : Угловой залив) dont la profondeur maximale est de 3,6 m et ne convient pas à la navigation.
Elle porte le nom de James Cornelius De Vries, un entrepreneur originaire des Pays-Bas qui a vécu à Vladivostok pendant plus de 15 ans à partir de 1865,. Compte tenu des règles de transcription entre les alphabets latin et cyrillique, on rencontre parfois les orthographes De Fries et De-Friz.
Depuis 2012, à la suite de l'organisation du sommet de l'APEC à Vladivostok, une autoroute traverse cette péninsule et la relie à la péninsule de Mouraviov-Amourski par un pont surbaissé traversant la baie de l'Amour. Cette autoroute permet de rejoindre l'île Rousski depuis l'aéroport international de Vladivostok,